# NK Ilirska Bistrica
Nogometni klub Ilirska Bistrica (tiếng Việt: Câu lạc bộ bóng đá Ilirska Bistrica), thường hay gọi NK Ilirska Bistrica hoặc đơn giản Ilirska Bistrica, là một câu lạc bộ bóng đá Slovenia đến từ Ilirska Bistrica. Hiện tại đội bóng đang thi đấu ở Littoral League. Câu lạc bộ được thành lập năm 1926.

## Danh hiệu
- Giải bóng đá hạng tư quốc gia Slovenia

1994-95, 2010-11
- MNZ Koper Cup: 1

2010-11